# Gare de Brest
Gare de Brest – stacja kolejowa w Brest, w departamencie Finistère, w regionie Bretania, we Francji.
Została otwarta w 1865 przez Compagnie des chemins de fer de l'Ouest, a obecnie należy do Société nationale des chemins de fer français (SNCF). Obsługiwana jest przez pociągi TGV Atlantique obsługujące połączenia między Paryż-Montparnasse lub Lille do Brest oraz TER Bretagne do największych miast regionu i Nantes.